# James Walter Christy

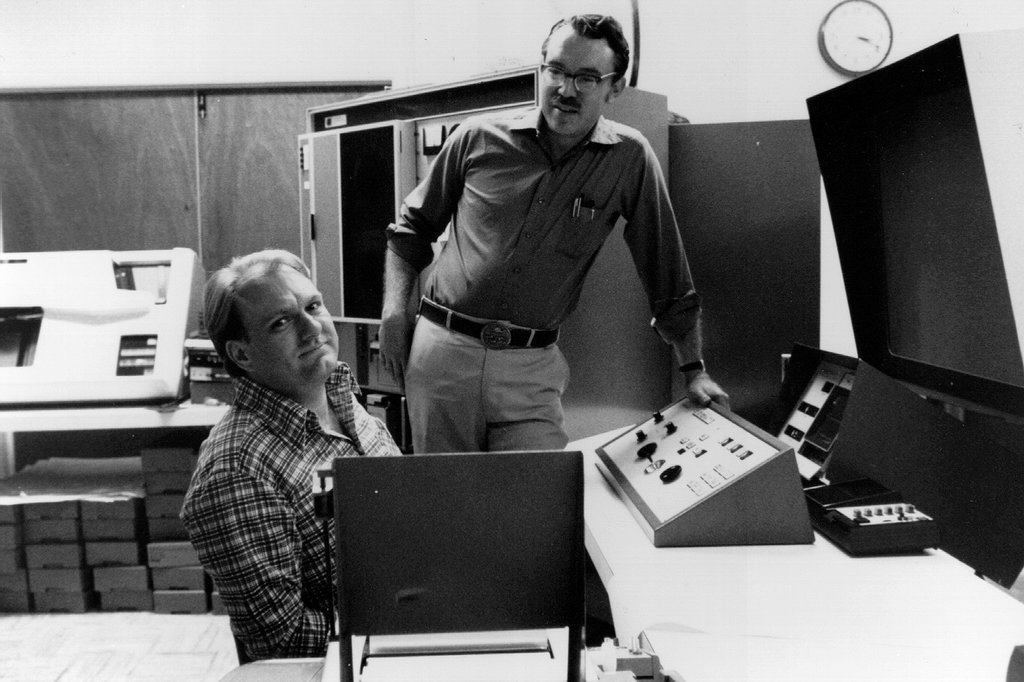
James Walter Christy (z lewej) i Robert S. Harrington

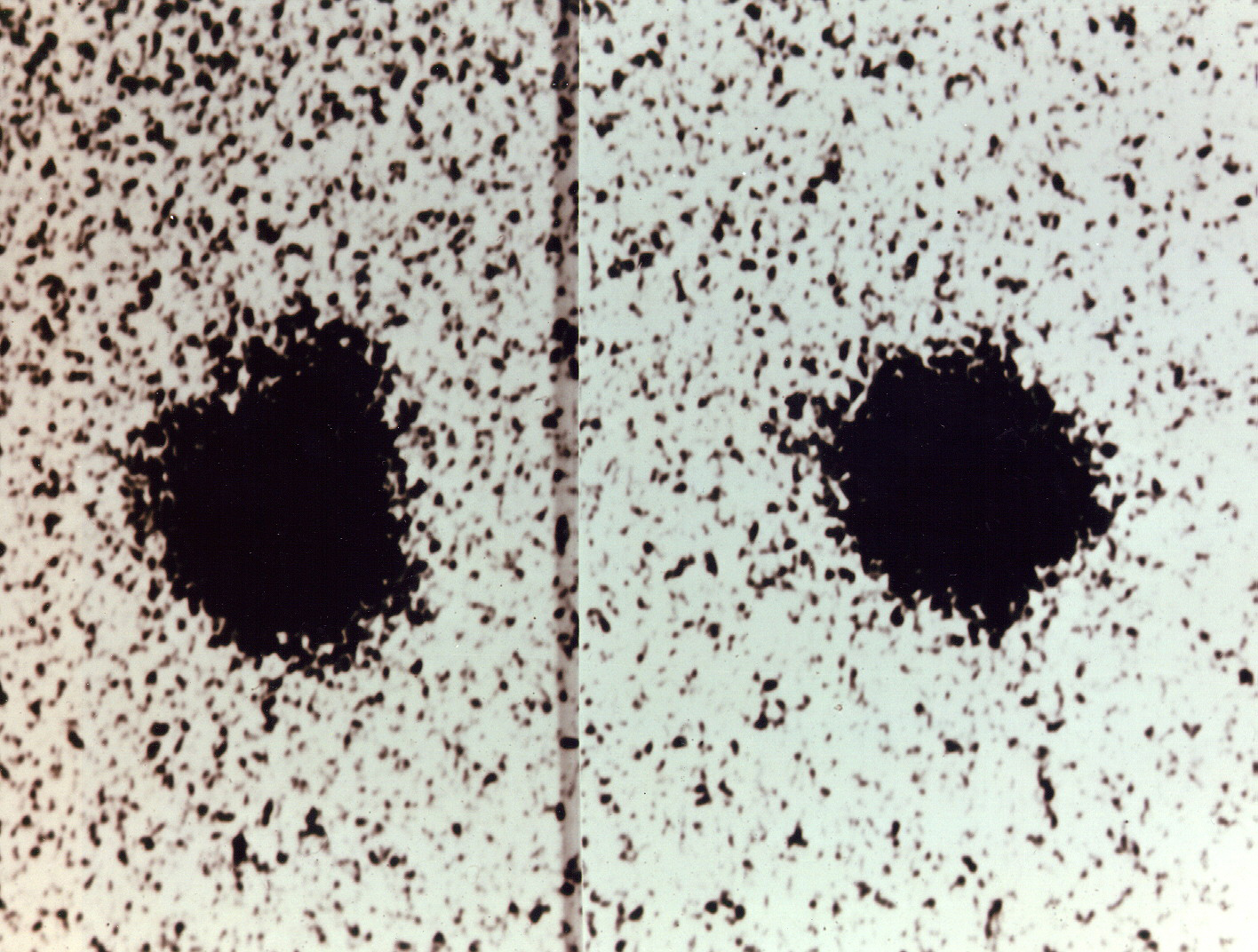
Zdjęcia, które przeglądał Christy w 1978, na lewym widoczne wyraźne wybrzuszenie – księżyc Charon

James Walter Christy (ur. 1938) – amerykański astronom, wieloletni pracownik United States Naval Observatory. W 1978 roku odkrył, że Pluton posiada księżyc, którego nazwał Charonem.

## Odkrycie Charona
22 czerwca 1978, przeglądając powiększone fotografie Plutona wykonane 1,55-metrowym teleskopem w placówce United States Naval Observatory w Flagstaff, z zamiarem dokładniejszego wyliczenia parametrów orbity, Christy zauważył, że na znacznej części zdjęć tarcza planety wygląda jak nieregularny owal, natomiast gwiazdy mają regularnie kolisty kształt. Na niektórych zdjęciach planeta była zaś okrągła. Christy przejrzał również zdjęcia z poprzednich lat i także dostrzegł wydłużenie obrazu planety. Co więcej, wybrzuszenie zdawało się zmieniać położenie względem otaczających gwiazd. Po wykluczeniu możliwości, że wydłużenie to mogło być spowodowane wadami klisz fotograficznych, bądź że były to gwiazdy w tle, Christy doszedł do wniosku, że jest to nieznany wcześniej księżyc Plutona. Na podstawie ruchu wybrzuszenia na zdjęciach ustalono, że okres obiegu satelity to ok. 6,4 dnia. W celu potwierdzenia odkrycia wykonano kolejne zdjęcia w obserwatorium w Flagstaff oraz Cerro Tololo. Wyliczone przewidywania zgadzały się z otrzymanymi zdjęciami. 7 lipca 1978 odkrycie zostało oficjalnie ogłoszone przez Centralne Biuro Telegramów Astronomicznych. Odkryty księżyc otrzymał prowizoryczne oznaczenie 1978 P1. Christy zaproponował nazwę Charon, od mitologicznego przewoźnika dusz przez rzekę Acheron. Nazwa ta pozwoliłaby jednocześnie uczcić żonę Christy’ego – Charlene (zdrobniale Char) oraz dochować tradycji nazywania planet i księżyców od postaci z mitologii greckiej i rzymskiej.
Inny pracownik United States Naval Observatory – Robert S. Harrington wyliczył, że począwszy od początku 1985 w układzie Plutona wystąpi szereg zaćmień i okultacji. Pierwsza pomyślna obserwacja jednego z tych tranzytów miała miejsce 17 lutego 1985, z tylko ok. 40-minutowym błędem w stosunku do wyliczeń Harringtona, co było ostatecznym dowodem na istnienie księżyca. Cyrkularz MUA z potwierdzeniem tej obserwacji ukazał się 22 lutego 1985 i od tej pory nazwa Charon stała się oficjalna.
W bardziej współczesnych teleskopach, takich jak Kosmiczny Teleskop Hubble’a albo naziemnych teleskopach używających optyki adaptatywnej, oddzielenie obrazu Plutona i Charona nie stanowi problemu.
Na cześć astronoma nazwano planetoidę (129564) Christy.